# Ян Янів
Ян Янів, також Ян Янув (пол. Jan Janów; 22 листопада 1888, с. Мошківці, тепер Калуського району Івано-Франківської області — 17 грудня 1952, Краків) — польський філолог, доктор філологічних наук з 1925, член Польської академії наук з 1945. Наукові зацікавлення полягали здебільшого в дослідженні українських текстів XVI—XVII століть та порівнянні їх з польськими, і в українській діалектології Галичини.

## Біографія
Закінчив 1913 Львівський університет, навчався 1913-1914 у Німеччині й Швейцарії.
Під час Першої світової війни потрапив у російський полон: у 1918—1921 був професором Ташкентського університету (тепер Узбекистан).
У 1923—1941 та 1944—1945 працював у Львівському університеті (з 1925 — доцент, а з 1927 — професор), викладав там східнослов'янську філологію. Від 1945 — професор Ягеллонського університету (Краків).

## Наукова діяльність
Праці з польського, чеського та українського мовознавства.
Опублікував і досліджував багато текстів, як от апокриф «Мука Христова» (кінець XVI століття), «Учительна євангелія» попа Андрія з Ярослава (1585), «Слово о лютой смерти» (XVII століття), «О вічності пекельной» (кінець XVII століття) тощо.
Досліджував фонетику, морфологію і лексику українських діалектів. У діалектології опублікував монографію про наддністрянську говірку свого рідного с. Сівки Мошковицької («Малоруська говірка Мошківців і Сивки Наддністрянської на тлі навколишніх сіл», 1926), про форми множини іменників у гуцульських, бойківських, наддністрянських і лемківських говірках (зокрема, «З фонетики русинських говірок», 1928), але найбільше уваги присвятив гуцульським говіркам, де зібрав величезний матеріал.
Досліджував міжмовні контакти (українсько-польські, українсько-румунські), проблеми діалектогенезу, зокрема походження гуцульського діалекту. Теорія походження гуцульських говірок і самих гуцулів з польсько-румунських контактів, до яких пізніше вклинилися українські елементи («З українсько-румунських мовних відносин», 1928), не витримала критичного аналізу, але зібрані Я. Яновим матеріали про різні аспекти гуцульських говірок мають велику цінність.
Поза тим цінними є статті про словник XVII століття «Синоніма славеноросская», про Інокентія Ґізеля, про етимологію слова синґич-агач в Шевченка і праці з історії польської мови й літератури XVI—XVII століть.
Зібрав великий діалектичний лексичний матеріал, зокрема, великий гуцульський словник, який був опублікований лише після його смерті («Słownik huculski», Краків, 2001; опрацював і підготував до друку Януш Рігер). Частину лексики, зібрану Я. Яновим, Я. Рігер опрацював картографічно («A Lexical Atlas of the Hut-sul Dialects of the Ukrainian Language», Варшава, 1996).

## Праці
- Gwara małoruska Moszkowiec i Siwki Naddniestrzańskiej z uwzględnieniem wsi okolicznych (1926)
- Z fonetyki gwar huculskich (1927)
- Z dziejów polskiej pieśni historycznej (1929)
- Język ruski w ewangeliarzu kaznodziejskim z Trościańca (1930)
- Przyczynki do lafiryndy (1932)
- Do dziejów «Historii Barlaama» w przekładzie rumuńskim (1933)
- Apokryf o dwunastu piątkach (1934)
- Wpływ słownictwa rumuńskiego na Podkarpaciu (1938)
- Problem klasyfikacji ewangeliarzy «uczytelnych» (1947)
- Leksykografia wschodnio-słowiańska do końca XVII wieku (1951, 2 част.)